# Discografia di Sal Da Vinci
La discografia di Sal Da Vinci, cantante e attore italiano, è costituita da dieci album in studio (oltre ad altri quindici in collaborazione con altri artisti), uno dal vivo, uno di cover, tre colonne sonore, cinquantasei singoli e trentacinque video musicali, pubblicati dal 1978.

## Album

### Album in studio

#### Da solista
| Anno                                                         | Titolo | Classifiche | Certificazioni |
| Anno                                                         | Titolo | ITA         | Certificazioni |
| ------------------------------------------------------------ | --- | ----------- | -------------- |
| 1994                                                         | Sal Da Vinci - Pubblicato: 1994 - Etichetta: Ricordi - Formati: CD                                                              | —           |                |
| 1996                                                         | Un po' di noi - Pubblicato: 1996 - Etichetta: Ricordi - Formati: CD                                                             | —           |                |
| 1998                                                         | Solo - Pubblicato: 1998 - Etichetta: EMI - Formati: CD                                                                          | —           |                |
| 2005                                                         | Anime napoletane - Pubblicato: 12 ottobre 2005 - Etichetta: Easy Records - Formati: CD                                          | —           |                |
| 2008                                                         | Canto per amore - Pubblicato: 28 novembre 2008 - Etichetta: BMG, Sony Music - Formati: CD, download digitale                    | 94          |                |
| 2009                                                         | Non riesco a farti innamorare - Pubblicato: 20 febbraio 2009 - Etichetta: GGD - Formati: CD, download digitale                  | 17          | - ITA: Oro     |
| 2012                                                         | È così che gira il mondo - Pubblicato: 24 aprile 2012 - Etichetta: Sony Music - Formati: CD, download digitale                  | 12          |                |
| 2014                                                         | Se amore è - Pubblicato: 24 marzo 2014 - Etichetta: Universal - Formati: CD, download digitale, streaming                       | 12          |                |
| 2016                                                         | Non si fanno prigionieri - Pubblicato: 2 dicembre 2016 - Etichetta: Cose Production - Formati: CD, download digitale, streaming | 47          |                |
| 2021                                                         | Siamo gocce di mare - Pubblicato: 17 settembre 2021 - Etichetta: Cose Production - Formati: CD, download digitale, streaming    | —           |                |
| "—" indica una pubblicazione non classificata in quel paese. | |             |                |

#### Collaborativi
- 1976 – Miracolo 'e Natale (con Mario Da Vinci)
- 1977 – Mario & Sal Da Vinci Vol. 1º (con Mario Da Vinci)
- 1977 – Mario & Sal Da Vinci Vol. 2º (con Mario Da Vinci)
- 1977 – 'O scugnizzo e 'o signore (con Mario Da Vinci)
- 1978 – 'O giurnalaio/'A cummunione 'e Salvatore (con Mario Da Vinci)[2]
- 1979 – Vasame ancora (con Mario Da Vinci)
- 1980 – Muntevergine (con Mario Da Vinci)
- 1980 – 'A giostra (con Mario Da Vinci)
- 1981 – 'O guappo nnammurato (con Mario Da Vinci)
- 1981 – 'O motorino (con Mario Da Vinci)
- 1982 – Annabella (con Mario Da Vinci)
- 1983 – Footing (con Mario Da Vinci)
- 2005 – C'era una volta... Scugnizzi (con Gianni Lanni, Massimiliano Gallo, Stefania De Francesco e artisti vari)
- 2011 – Napoli chi resta e chi parte (con Lalla Esposito, Fiorenza Calogero e artisti vari)
- 2013 – Carosone, l'americano di Napoli (con Forlenzo Massarone, Pietro Botte, Giovanni Imparato e Gransta MSV)

### Album dal vivo
| Anno | Titolo |
| ---- | --- |
| 2019 | Sinfonie in Sal maggiore live - Pubblicato: 8 marzo 2019 - Etichetta: Cose Production - Formati: CD, download digitale |

### Album di cover
| Anno | Titolo | Classifiche |
| Anno | Titolo | ITA         |
| ---- | --- | ----------- |
| 2021 | Il mercante di stelle - Pubblicato: 19 marzo 2010 - Etichetta: Sony Music - Formati: CD, download digitale | 20          |

### Colonne sonore
- 1978 – Figlio mio sono innocente (con Mario Da Vinci)
- 1979 – Napoli storia d'amore e di vendetta (con Mario Da Vinci)
- 2014 – Stelle a metà (con Stefania De Francesco, Andrea Sannino, Pasquale Palma e artisti vari)

## Singoli
| Anno                                                         | Titolo                                                   | Classifiche | Certificazioni                | Album di provenienza |
| Anno                                                         | Titolo                                                   | ITA         | Certificazioni                | Album di provenienza |
| ------------------------------------------------------------ | -------------------------------------------------------- | ----------- | ----------------------------- | -------------------- |
| 1982                                                         | Hai fatto buca/E tira a campà...                         | —           |                               | /                    |
| 1985                                                         | Mannaggia e viva 'o re/Guaglio'                          | —           |                               | /                    |
| 1994                                                         | Vera                                                     | —           | Sal Da Vinci                  |                      |
| 1996                                                         | Dimmi come fai                                           | —           | Un po' di noi                 |                      |
| 1996                                                         | Un po' di noi                                            | —           | Un po' di noi                 |                      |
| 1998                                                         | Sei divina                                               | —           | Solo                          |                      |
| 1998                                                         | Io di più                                                | —           | Solo                          |                      |
| 1998                                                         | Una come te                                              | —           | Solo                          |                      |
| 2000                                                         | Vurria saglire 'ncielo                                   | —           | /                             |                      |
| 2002                                                         | Oh Marì (con Shaone e Joel)                              | —           | /                             |                      |
| 2004                                                         | Napule (con Gigi D'Alessio, Gigi Finizio e Lucio Dalla)  | —           | /                             |                      |
| 2007                                                         | Accumminciammo a respira'                                | —           | /                             |                      |
| 2008                                                         | 'Nammuratè                                               | —           | Canto per amore               |                      |
| 2008                                                         | Canto per amore                                          | —           | Canto per amore               |                      |
| 2009                                                         | Non riesco a farti innamorare                            | 17          | Non riesco a farti innamorare |                      |
| 2009                                                         | In due                                                   | —           | Non riesco a farti innamorare |                      |
| 2009                                                         | Da lontano                                               | —           | Non riesco a farti innamorare |                      |
| 2010                                                         | Fai come vuoi (con Mr. Hyde)                             | —           | /                             |                      |
| 2010                                                         | Il mercante di stelle                                    | —           | Il mercante di stelle         |                      |
| 2010                                                         | Orologio senza tempo                                     | —           | Il mercante di stelle         |                      |
| 2012                                                         | Fin dove c'è vita                                        | —           | È così che gira il mondo      |                      |
| 2012                                                         | Cose/Coisas (con Ana Carolina)                           | —           | È così che gira il mondo      |                      |
| 2012                                                         | Senza un motivo (con Ornella Vanoni)                     | —           | È così che gira il mondo      |                      |
| 2012                                                         | Così naturale                                            | —           | È così che gira il mondo      |                      |
| 2013                                                         | Anche se non ci sei                                      | —           | È così che gira il mondo      |                      |
| 2013                                                         | Musica leggera                                           | —           | Se amore è                    |                      |
| 2013                                                         | Si tu (con Stefania De Francesco)                        | —           | /                             |                      |
| 2014                                                         | La vera bellezza (con Gaetano Curreri)                   | —           | Se amore è                    |                      |
| 2014                                                         | Perdona                                                  | —           | Se amore è                    |                      |
| 2014                                                         | Chiamo te (con Clementino)                               | —           | Se amore è                    |                      |
| 2015                                                         | Tu stella mia                                            | —           | /                             |                      |
| 2015                                                         | Sto cercanno ancora (con Andrea Sannino)                 | —           | /                             |                      |
| 2015                                                         | Funky Christmas (con Tullio De Piscopo)                  | —           | /                             |                      |
| 2016                                                         | Bella Italia                                             | —           | Non si fanno prigionieri      |                      |
| 2017                                                         | Meravigliosamente                                        |             | Non si fanno prigionieri      |                      |
| 2017                                                         | D'istinto e di cuore                                     | —           | Non si fanno prigionieri      |                      |
| 2017                                                         | Amico che voli                                           | —           | Non si fanno prigionieri      |                      |
| 2017                                                         | Eternamente nuie                                         | —           | Sinfonie in Sal maggiore live |                      |
| 2018                                                         | Il cantante                                              | —           | Sinfonie in Sal maggiore live |                      |
| 2018                                                         | Un Natale speciale (con Gigi D'Alessio e Andrea Sannino) | —           | /                             |                      |
| 2019                                                         | Nana' (con Franco Ricciardi e Andrea Sannino)            |             | Sinfonie in Sal maggiore live |                      |
| 2019                                                         | White Christmas (con Pasquale Esposito)                  | —           | /                             |                      |
| 2020                                                         | Ali di luna                                              | —           | /                             |                      |
| 2020                                                         | Viento                                                   | —           | /                             |                      |
| 2020                                                         | So pazz' e te (feat. Vale Lambo)                         | —           | /                             |                      |
| 2020                                                         | Luntan a me (con Francesco Da Vinci)                     | —           | /                             |                      |
| 2020                                                         | Il cielo blu di Napoli                                   |             | Siamo gocce di mare           |                      |
| 2021                                                         | L'amore a cui non credi                                  | —           | Siamo gocce di mare           |                      |
| 2021                                                         | A due passi dal cuore                                    | —           | Siamo gocce di mare           |                      |
| 2021                                                         | L'altra verità                                           | —           | Siamo gocce di mare           |                      |
| 2021                                                         | Niente di particolare                                    | —           | Siamo gocce di mare           |                      |
| 2023                                                         | Segui il cuore                                           | —           | /                             |                      |
| 2024                                                         | Rossetto e caffè                                         | 3           | /                             | - ITA: Platino (2)   |
| 2024                                                         | Non è vero che sto bene                                  | —           | /                             |                      |
| 2025                                                         | Rossetto e caffè (con i The Kolors)                      | —           | /                             |                      |
| 2025                                                         | L'amore e tu                                             | —           | /                             |                      |
| "—" indica una pubblicazione non classificata in quel paese. |                                                          |             |                               |                      |

## Video musicali
| Anno | Titolo                        | Regista/i                             |
| ---- | ----------------------------- | ------------------------------------- |
| 2000 | Vurria saglire 'ncielo        | —                                     |
| 2004 | Napule                        | Nello Pennino                         |
| 2009 | Non riesco a farti innamorare | —                                     |
| 2009 | Da lontano                    | —                                     |
| 2010 | Orologio senza tempo          | Gabriele Paoli                        |
| 2012 | Fin dove c'è vita             | Andrea Bucchioni                      |
| 2012 | Senza un motivo               | Emanuel Lo Iacono                     |
| 2012 | Così naturale                 | Alessandro Ricci                      |
| 2013 | Anche se non ci sei           | 10muvi                                |
| 2013 | Musica leggera                | Gabriele Paoli                        |
| 2013 | Si tu                         | 10muvi                                |
| 2014 | La vera bellezza              | Gabriele Paoli                        |
| 2014 | Perdona                       | Fabio Massa                           |
| 2014 | Chiamo te                     | Marco Maraniello                      |
| 2015 | Sto cercanno ancora           | Luciano Filangieri                    |
| 2016 | Ammore (Ajere e dimane)       | Vincenzo Pirozzi                      |
| 2017 | Meravigliosamente             | Alessandro Siani                      |
| 2017 | D'istinto e di cuore          | Luca Auletta                          |
| 2017 | Amico che voli                | Ciro Villano e Onofrio Brancaccio     |
| 2017 | Eternamente nuje              | Antonio Levita                        |
| 2018 | Un Natale speciale            | Gianluca Carbone                      |
| 2019 | Nana'                         | Luciano Filangieri                    |
| 2019 | White Christmas               | Bruno Cirillo                         |
| 2020 | Ali di luna                   | Pasquale Fernicola e Manuela Montella |
| 2020 | Viento                        | Davide De Luca e Pepe Russo           |
| 2020 | So pazz'e te                  | Giuseppe Marco Albano                 |
| 2020 | Il cielo blu di Napoli        | Giuseppe Marco Albano                 |
| 2021 | L'amore a cui non credi       | Mauro Russo                           |
| 2021 | A due passi dal cuore         | Giuseppe Marco Albano                 |
| 2021 | L'altra verità                | Luciano Filangieri                    |
| 2021 | Niente di particolare         | Gianluca Allotta                      |
| 2023 | Segui il cuore                | Sal Da Vinci                          |
| 2024 | Rossetto e caffè              | Giuseppe Marco Albano                 |
| 2024 | Non è vero che sto bene       | Giuseppe Marco Albano                 |
| 2025 | L'amore e tu                  | Mauro Russo                           |